# Fritz Brainin
Fritz Brainin, später Frederick Brainin, (geboren 22. August 1913 in Wien, Österreich-Ungarn; gestorben 3. Mai 1992 in New York City) war ein austroamerikanischer Schriftsteller.

## Leben
Fritz Brainins Vater Isaak Brainin hatte eine Bildhauerlehre bei Anton Hanak begonnen und wurde 1914 zum Kriegsdienst verpflichtet. Die Mutter Melanie Vogel zog in den vier Jahren mit ihm und seinem älteren Bruder Max Brainin (1909–2002) zu ihren Eltern nach Leipnik. Der Vater wurde nach der Entlassung aus der Kriegsgefangenschaft 1919 kleiner Beamter in einem Wiener Ministerium. Braninin besuchte wie sein Bruder und sein Vorbild Theodor Kramer die Realschule in der Vereinsgasse und wurde Mitglied der Roten Falken. Das Studium der Philosophie an der Universität Wien brach er 1932 nach einem Jahr ab. Unter dem Einfluss von Viktor Frankl  begann Brainin schon früh zu schreiben. Er schrieb für die Kleinkunstbühnen Literatur am Naschmarkt und Die Stachelbeere und publizierte in der Arbeiter-Zeitung. 1936 erhielt er den Julius-Reich-Preis.
1938 floh er über Italien in die USA, er wurde damit von seiner Sprache abgeschnitten und erkrankte wiederholt psychisch. Er schlug sich als Bote bei verschiedenen deutsch-amerikanischen Zeitungen durch und wurde 1943 in die US-Army rekrutiert, in der er in Arizona österreichische Kriegsgefangene bewachte. 1945 wurde er längere Zeit in einem Kriegsveteranenhospital behandelt. Da der österreichische Staat ihm die Rückkehr nicht erleichterte, blieb er in den USA. 1949 heiratete er die gebürtige Russin Florence Priluk, 1959 wurde ihr Sohn Perry Isak Brainin geboren. Die Familie zog in einen New Yorker Gemeindebau für Kriegsverletzte. Brainin arbeitete in den nächsten Jahrzehnten als Patentübersetzer und als Redakteur.
Er begann in der englischen Sprache zu schreiben und entwickelte eine stark verschlüsselte lyrische Sprache. 1981 wurde der Sohn von einem amerikanischen Faschisten ermordet, Brainins Ehefrau wurde darauf wahnsinnig und fortan stationär behandelt, und Brainin vereinsamte weiter. In seiner Lyrik kehrte er nun in die deutsche Sprache zurück und er entwickelte eine gebrochene Eigenkommentierung seiner Lyrik.
Brainin wurde 1985 Mitglied im P.E.N.-Zentrum deutschsprachiger Autoren im Ausland.

## Schriften (Auswahl)
- Das siebte Wien. Gedichte. Nachwort von Jörg Thunecke. Verlag für Gesellschaftskritik, Wien 1990, ISBN 3-85115-112-7.
- Beitrag in: Mut: Gedichte junger Österreicher. Verlag Jugend Voran, London 1943.
- Hermann Hakel (Hrsg.): Stimmen der Zeit. Fünf Lyriker: Friedrich Bergammer, Fritz Brainin, Rudolf Felmayer, Johann Gunert, Hermann Hakel. Anzengruber, Wien 1938.
- Die eherne Lyra. Europäischer Verlag, Wien 1934.
- mit Paul W. Kirsch und Kurt Pahlen (Komposition): Vier Balladen, 1933.
- Alltag : Gedichte. 1926-1929. Hrsg. Erwin Barth von Wehrenalp. Verlag der Neuen Jugend, Wien 1929.